# Castalius silas
Castalius silas är en fjärilsart som beskrevs av Hans Fruhstorfer 1922. Castalius silas ingår i släktet Castalius och familjen juvelvingar. Inga underarter finns listade i Catalogue of Life.